# Carbono reforzado con fibra de carbono

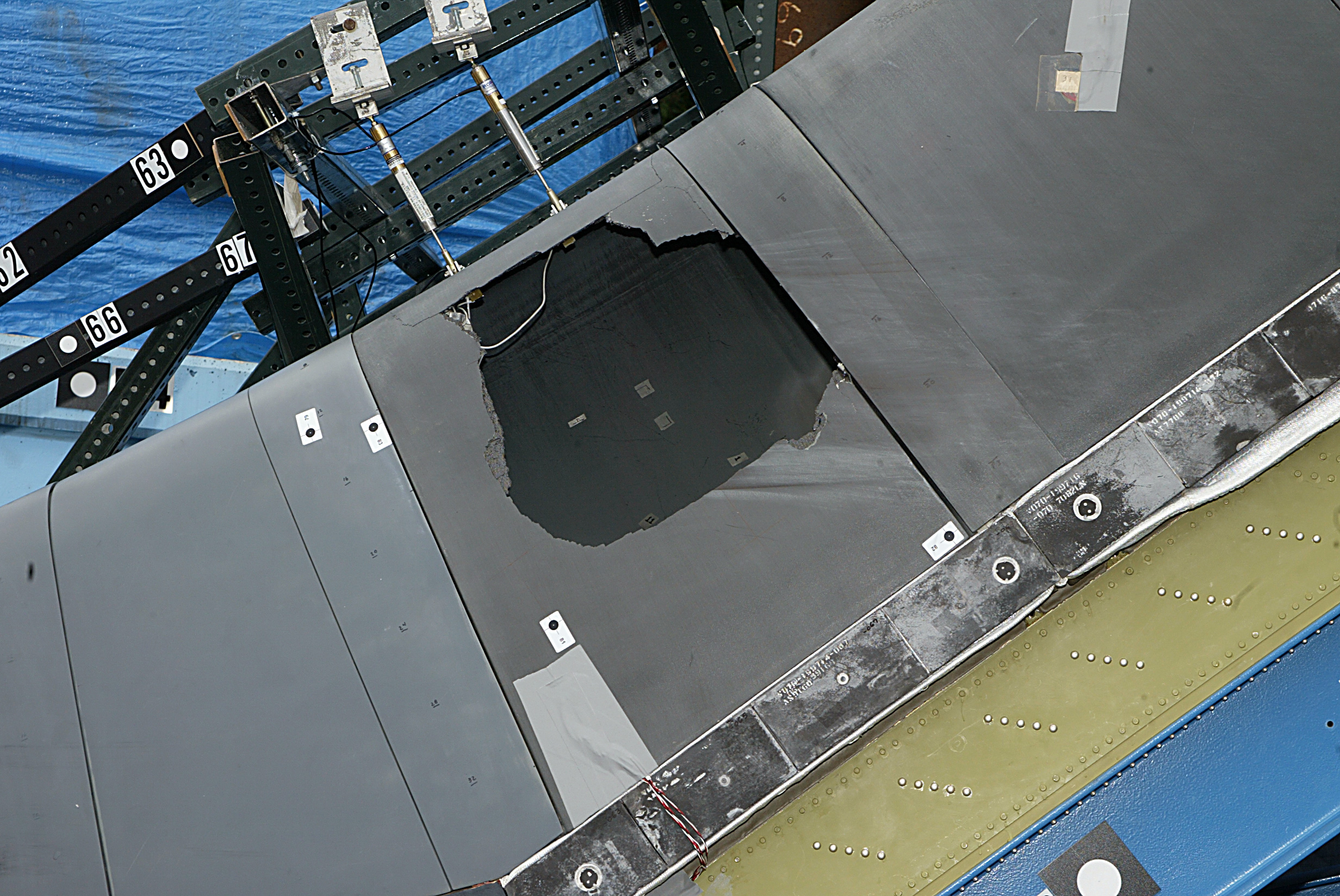
Partes de carbono reforzado con fibra de carbono junto con un panel del ala del Transbordador espacial Atlantis, mostrando la falla frágil del C/C producido por el impacto de espuma que reproduce el evento que probablemente haya ocurrido durante el último despegue del Columbia.

El carbono reforzado con fibra de carbono (a veces denominado carbono–carbono, en forma abreviada C/C) es un material compuesto que consiste en refuerzos de fibra de carbono en una matriz de grafito. Fue desarrollado para las ojivas de los misiles balísticos intercontinentales, y se lo conoce en general por ser el material de la nariz y bordes de ataque de las alas del Space Shuttle. Desde 1976 ha sido utilizado para fabricar los sistemas de freno de los autos de carrera Fórmula 1; los discos de freno y pastillas carbono-carbono son componentes estándar de los sistemas de freno de los Fórmula uno.
El carbono–carbono es un material adecuado para usos estructurales a altas temperaturas, o en situaciones donde se requiere resistencia a colapso térmico y/o un bajo coeficiente de expansión térmica. Aunque es menos frágil que muchos otros materiales cerámicos, no posee resistencia al impacto; en efecto el Space Shuttle Columbia se destruyó luego que uno de sus paneles RCC se rompiera luego de recibir el impacto de un gran trozo de espuma de aislación del tanque externo del transbordador espacial. Esta falla catastrófica se debió en parte a que los requerimientos originales de diseño no consideraban probable la ocurrencia de este tipo de impactos violentos.

## Producción

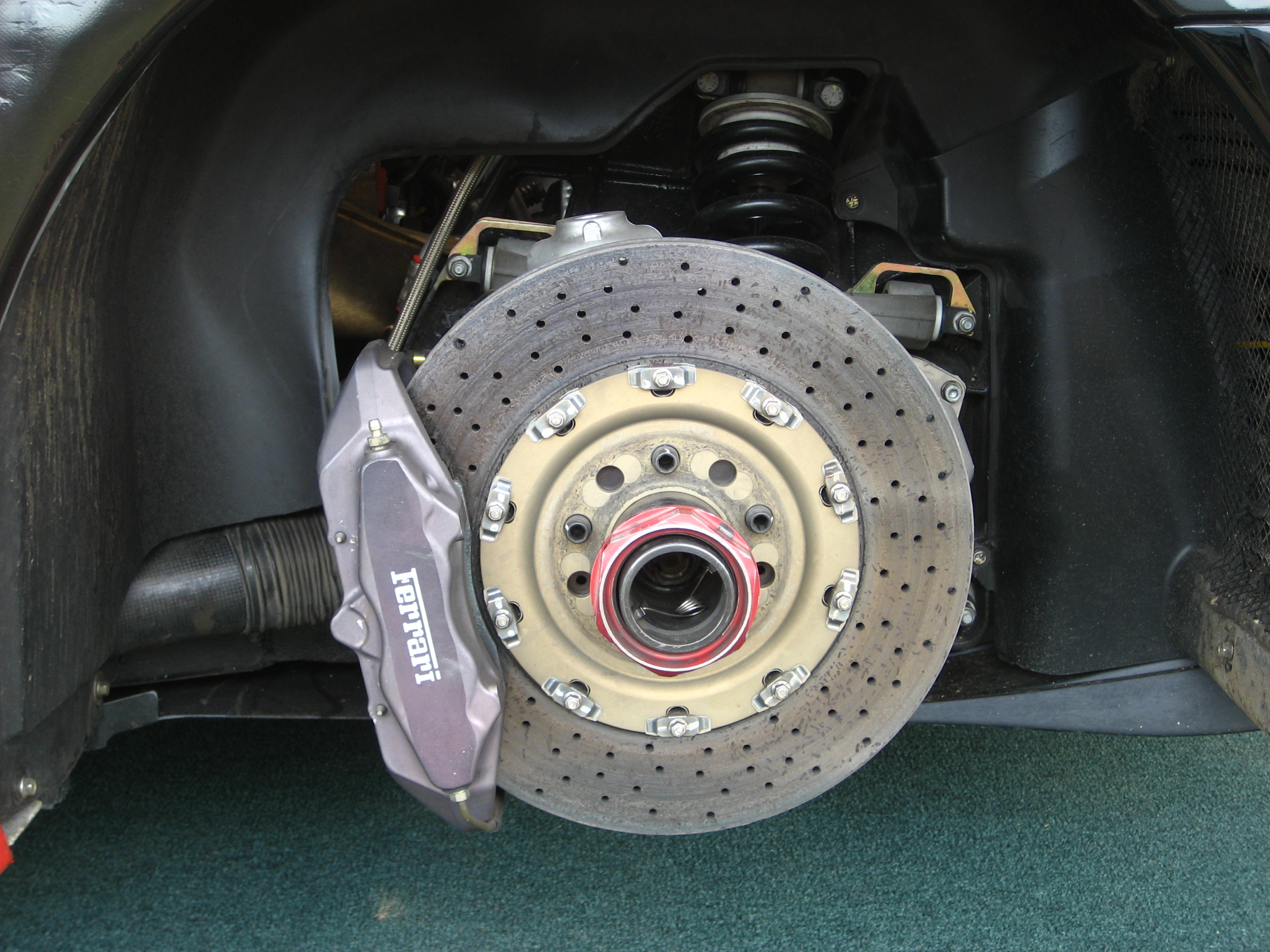
El disco de freno del sistema de frenos de esta Ferrari está fabricado con carburo de silicio reforzado con fibra de carbono.

El material se fabrica en tres etapas:  
Primero, el material se dispone con la forma final deseada, con filamentos de carbono y/o tela de carbono rodeado por un orgánico aglutinante tal como plástico o brea.  A menudo, se agrega coque o algún otro tipo de agregado de carbono fino a la mezcla aglutinante.  
Luego se procede a calentar el arreglo inicial, de forma tal que la pirólisis transforme al aglutinante en un carbono relativamente puro.  Durante este proceso el aglutinante disminuye su volumen, por lo que se forman algunos huecos o poros; la incorporación de agregado reduce en parte este problema pero no lo elimina totalmente.  
Finalmente los huecos son rellenados en forma gradual haciendo pasar a través del material en forma forzada un gas formador de carbono tal como el acetileno en un proceso realizado a altas temperaturas que se extiende durante varios días.  Este largo proceso de tratamiento térmico también permite que el carbono se organice formando grandes cristales de grafito, y es la principal razón del elevado costo del material, que puede superar los 100,000 dólares estadounidenses por panel.
El C/C es por lo general un material duro que puede ser altamente resistente a la expansión térmica, gradientes térmicos, y ciclado térmicos, dependiendo de como es que el entramado original de la fibra fue colocado y la calidad y densidad del material de relleno de la matriz.